# Selinum imperatorioides
Selinum imperatorioides är en flockblommig växtart som beskrevs av Heinrich Friedrich Link. Selinum imperatorioides ingår i släktet krusfrön, och familjen flockblommiga växter. Inga underarter finns listade i Catalogue of Life.